# NGC 7575
NGC 7575 é uma galáxia lenticular (S0) localizada na direcção da constelação de Pisces. Possui uma declinação de +05° 39' 41" e uma ascensão recta de 23 horas, 17 minutos e 20,9 segundos.
A galáxia NGC 7575 foi descoberta em 29 de Agosto de 1864 por Albert Marth.